# Eutanásia em animais

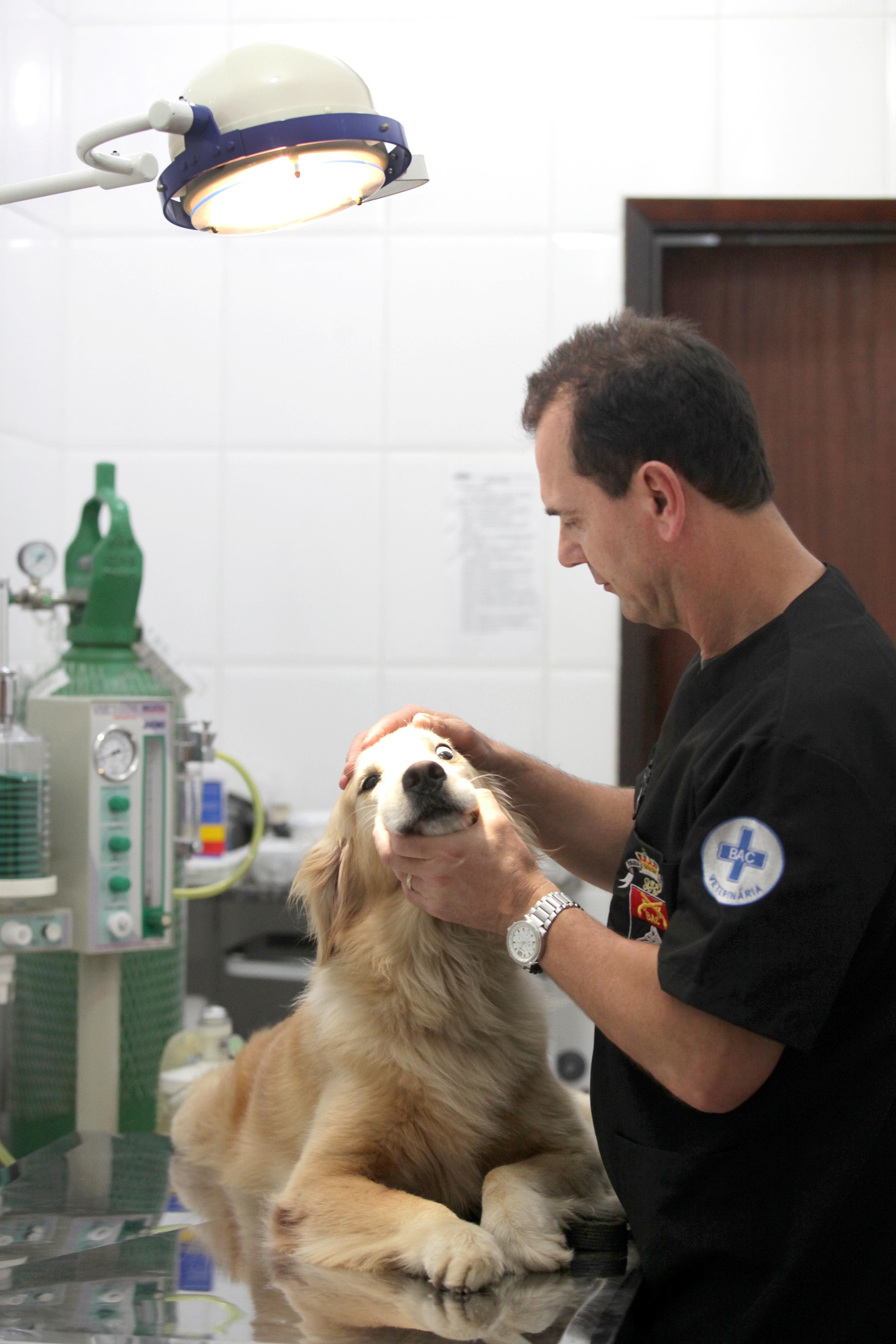

Eutanásia, do grego “eu” – bom - e “thanatos” – morte -, consiste no modo humanitário  de levar o animal ao óbito, sem dor e com mínimo estresse. É a técnica de causar a morte de um animal de maneira controlada e indolor acarretando no alívio do sofrimento. Neste caso, a  prática da eutanásia é justificável, para o bem do próprio animal, em casos de dor ou sofrimento, a partir de um determinado nível, que não podem ser atenuado de imediato, com analgésico, sedativo ou outros métodos ou quando o estado de saúde ou bem-estar animal impeça o tratamento  ou socorro. Também se junta a essas explicações, que os animais devem ser tratados com respeito por toda vida, e que devem ter mortes humanizadas quando preciso. A necessidade da eutanásia se explica em doenças incuráveis e, ou sofrimento demasiados em animais velhos demais (ou até jovens e em casos da "não solução") aplicando-se um final digno para certos indivíduos (de acordo com o § 1º do art. 14 da Lei nº 11.794, de 2008).

## Critérios a serem adotados para eutanásia em animais

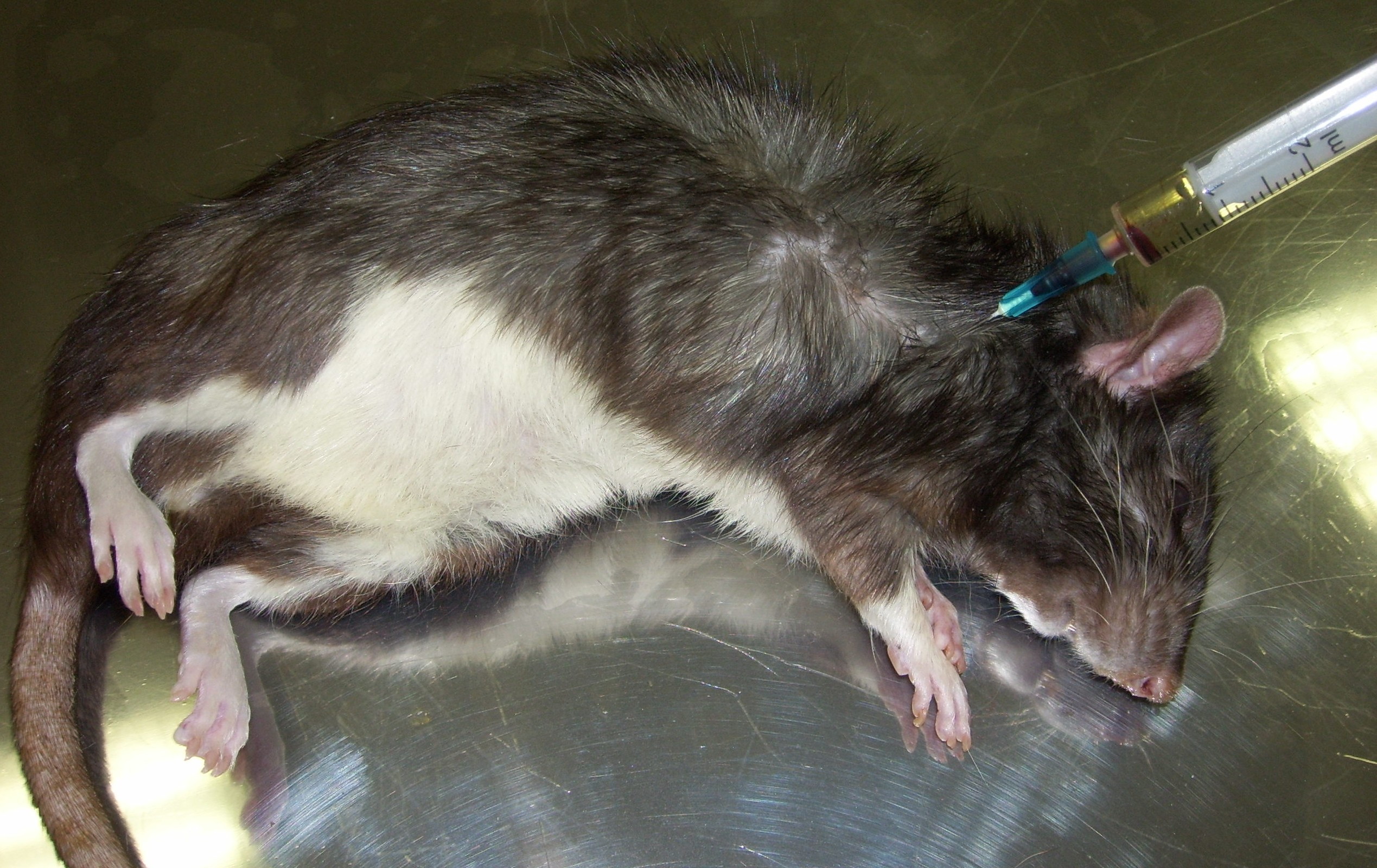
Injeção intracardial em um rato.

Esta diretriz estabelece procedimentos  que evoquem o mínimo de dor ou sofrimento com a realidade da maioria dos estabelecimentos em que a eutanásia é realizada. Deve-se consultar profissionais com experiência na área e grupos taxonômicos envolvidos para assegurar a adequação da técnica, ou no caso de instalações animais, de acordo com a Resolução Normativa no 6, de 10 de julho de 2012, os procedimentos de eutanásia devem ser supervisionados, mesmo que não de forma presencial, pelo responsável técnico pela instalação animal, que deve ter o título de Médico Veterinário com registro ativo no Conselho Regional de Medicina Veterinária, da Unidade Federativa em que o estabelecimento esteja localizado.
Esta Diretriz se baseia no princípio de que a dor só é reconhecida a partir de um estímulo nociceptivo, isto é, quando o Córtex cerebral e estruturas subcorticais forem funcionais. Por outro lado, quando o animal se encontra no estado de inconsciência, não ocorre a percepção da dor. Desta forma, o método de eutanásia não é tão crítico quando o animal se apresentar inconsciente ou anestesiado, desde que o animal não restabeleça a consciência antes do óbito.
Alguns métodos de eutanásia requerem contenção física do animal, realizada de acordo com a espécie, raça, tamanho, estado de domesticação, comportamento, presença de dor ou doenças, grau de excitação cerebral. Por esta razão, a manipulação correta do animal é fundamental para minimizar a dor ou o sofrimento para garantir a segurança do pessoal envolvido, para proteger terceiros e outros animais.
Os critérios comumente adotados para indicação de eutanásia de uma forma individualizada são: animais gravemente feridos, com impossibilidade de tratamento, animais  com doenças terminais em intenso sofrimento e animais idosos na falta de recursos para atender às suas necessidades. Entretanto, outras situações que indicam a indução da morte podem ocorrer, como, por exemplo, o abate humanitário de animais para consumo alimentar e quando os animais forem submetidos a atividades de ensino ou de pesquisa científica. No caso de indução da morte devido a atividades de ensino ou de pesquisa científica, o método empregado deve ser o mesmo utilizado para eutanásia, ou seja, de uma forma indolor, rápida e sem sofrimento mental.
Em todos os casos anteriormente descritos, o mesmo método deve ser utilizado para causar a morte do animal, independente da razão, exceto, em condições excepcionais, quando os animais são mortos como parte de um protocolo e o método  tiver de ser compatível com os fins da proposta. No caso específico, o método deve ser avaliado cuidadosamente e autorizado pela Comissão de Ética no Uso de Animais - CEUA da instituição, sem conflito com as diretrizes aqui estabelecidas.
Em atividades de ensino ou de pesquisa científica deve-se estabelecer o ponto final humanitário  na proposta encaminhada à CEUA. Nesse caso os critérios para o desfecho e indução de morte dos animais, como, por exemplo, o tamanho do tumor e o sofrimento físico e psíquico, devem ser estabelecidos no sentido de haver uma intervenção imediata para evitar sofrimento desnecessário.
Em circunstâncias não incluídas nesta diretrizes, deve-se consultar profissional(is) com experiência na área e grupos taxonômicos em questão para selecionar as técnicas aceitáveis, bem como observar a legislação vigente à época sobre o tema específico.

## Sumário das diretrizes para eutanásia

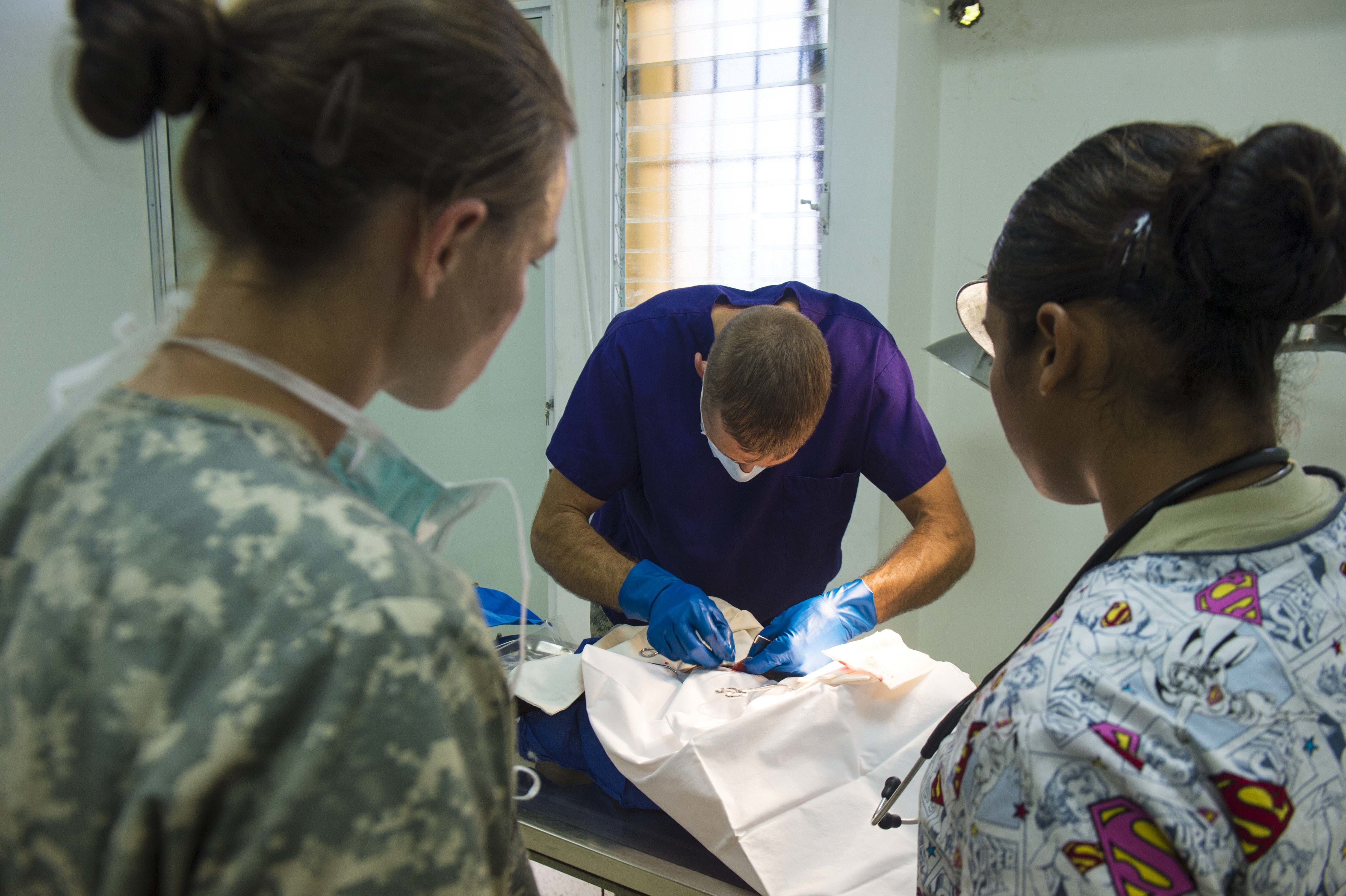

Um protocolo adequado de eutanásia deve:
1)  tratar o animal com o máximo de respeito;
2) considerar o manejo pré-eutanásia baseado nas características comportamentais de cada espécie, para minimizar o risco de ansiedade, dor ou lesões, antes da perda da consciência;
3) prover a morte sem dor e sofrimento físico e mental;
4) produzir imediata perda da consciência, seguido de parada respiratória, parada cardíaca e perda da função cerebral;
5) ser apropriado para a espécie, idade e estado de saúde do animal;
6) confirmar a morte após a eutanásia e antes do descarte do cadáver;
7) envolver pessoas qualificadas e competentes para realizar o método de forma efetiva e humanitária, reconhecer a dor e o sofrimento nas espécies em que atua, reconhecer e confirmar a inconsciência  e morte do animal;
8) levar em consideração o impacto psicológico do pessoal envolvido, mas a prioridade é sempre o bem-estar do animal;
9) ser aprovado pela CEUA da instituição;
10) basear-se na consulta de profissional(is) com experiência na área e nos grupos taxonômicos em questão, para selecionar o melhor método de eutanásia, particularmente, se houver pouca informação para a espécie animal envolvida; ou no caso de instalações animais, de acordo com a Resolução Normativa no 6, de 10 de julho de 2012, os procedimentos de eutanásia devem ser supervisionados pelo responsável técnico da instalação animal da instituição.
11) quando do uso de anestésicos inalatórios, garantir a manutenção e calibração regulares dos equipamentos;
12) realizar um rodízio entre profissionais treinados para este fim para assegurar que o procedimento seja realizado de forma eficiente e humanitária

## Causas de óbito e razões para eutanásia em uma população hospitalar de cães e gatos
Com o objetivo de determinar as principais causas de morte em cães e gatos, foram analisadas informações correspondentes às fichas clínicas de cães e gatos provenientes de um hospital veterinário universitário entre julho de 2005 e julho de 2009. Durante o período estudado foram atendidos 2243 casos novos, sendo 2075 cães e 168 gatos. Em cães, o percentual de óbito foi de 10,6% (220/2075) e em gatos, 8,92% (15/168). A idade média quando do óbito em cães e gatos foi de 59,97 e 82,79 meses, respectivamente. Em cães, as principais causas de morte e razões para eutanásia foram distúrbios infecciosos ou de parasita, distúrbios causados por agentes físicos e tumores. Exceto pela idade, as demais características de resenha não influenciaram a expectativa de vida ou a causa de morte em cães. Em gatos, distúrbios provocados por agentes físicos e distúrbios urinários foram os principais motivos que resultaram na morte do animal. Os resultados observados identificam a necessidade de medida profilática que possibilitarão maior expectativa de vida e, consequentemente, alteração na frequência das principais causas de morte e razões para eutanásia em cães e gatos.